# Чаламбакерні-5
Грама Ніладхарі Чаламбакерні-5 (№ SP/94F) — Грама Ніладхарі підрозділу ОС Навітанвелі, округ Ампара, Східна провінція, Шрі-Ланка.

## Демографія
| Населення (2007) | Населення (2007) | Населення (2007) | Населення (2007) | Населення (2007) |
| Населення        | Чоловіки         | Жінки            | Діти             | Дорослі          |
| ---------------- | ---------------- | ---------------- | ---------------- | ---------------- |
| 558              | 264              | 294              | 245              | 313              |